# Chauncey Delos Beadle
Chauncey Delos Beadle (5. srpna 1866 St. Catharines – 1950 Asheville, Severní Karolína) byl kanadský botanik a zahradnický odborník aktivní na jihu USA.

## Život a kariéra
Studoval zahradnictví na Ontario Agricultural College (1884) a Cornell University (1889). Roku 1890 jej zahradní architekt Frederick Law Olmsted najal, aby dočasně dohlížel na školku v Biltmore Estate v Asheville. Na Olmsteda udělaly dojem Beadleho encyklopedické znalosti. Beadle pracoval v Biltmore po více než šedesát let, až do své smrti. Nejznámější je jeho práce s azalkami, popsal několik druhů a variet v Apalačském regionu. Roku 1940 Beadle daroval svou sbírku 30000 rostlin Biltmore Estates.

## Dílo
Beadle psal vědecké studie popisující nové druhy a variety severoamerických rostlin. Mezi jeho spolupracovníky v Biltmore patřili Charles Lawrence Boynton a Frank Ellis Boynton. Napsal také úvod pro knihu Alece Lounsberryové Southern Wildflowers and Trees.